# 최문기
최문기(崔文基, 1951년 4월 7일 ~ , 경북 영덕)는 대한민국의 학자이다. 대한민국 초대 미래창조과학부 장관을 지냈다.

## 생애
경북고등학교에서 수학했으며 졸업한 이후에는 서울대학교 응용수학과에서 수학했다. 이후 그곳에서 학사 학위를 받았다. 카이스트 대학원 산업공학과에서 석사 학위를 취득하는가 하면 미국 노스캐롤라이나주립대학교(North Carolina State University) 대학원에서 박사 학위를 취득했다. 이후 전북대학교 전자공학과 겸임교수, 한국전자통신연구원장, 과학기술출연연기관장협의회 회장을 역임했으며 2009년부터는 카이스트 경영학과 교수로 재직하고 있다. 미래창조과학부 초대 장관을 역임하였다.

## 학력
- ~ 1969 : 경북고등학교 졸업
- 1969 ~ 1974 : 서울대학교 응용수학 학사
- 1974 ~ 1976 : 고려대학교 대학원 산업공학 석사
- 1976 ~ 1978 : 카이스트 대학원 산업공학 석사
- 1978 ~ 1989 : 노스캐롤라이나주립대학교 대학원 박사

## 약력
- 1978.03 : 한국전자통신연구원 입사
- 1989.09 ~ 1991.02 : 한국전자통신연구원 통신망구조연구실 실장
- 1992.07 ~ 1993.03 : 한국전자통신연구원 광대역프로토콜연구실 실장
- 1993 ~ 1997 : 전북대학교 전자공학과 겸임교수
- 1993 ~ 1996 : 한국경영과학회 이사
- 1994 ~ 1996 : ATM Korea Interest Group 의장
- 1995.01 ~ 1998.05 : 한국전자통신연구원 통신시스템연구단 단장
- 1998.05 ~ 1999.01 : 한국전자통신연구원 초고속정보통신연구부 부장
- 1999.03 ~ 2009.02 : 한국정보통신대학교 IT 경영학부 교수
- 2003.01 ~ 2004.12 : 대한산업공학회 부회장
- 2004.07 ~ 2005.12 : 한국정보통신대학교 교학처장
- 2006.11 ~ 2009.11 : 정보통신부 정보통신정책심의위원회 위원
- 2006.12 ~ 2009.11 : 한국전자통신연구원 원장
- 2008.06 ~ 2009.11 : 과학기술출연기관장협의회 회장(제7대)
- 2009.03 ~ 2013.04 : 한국과학기술원 경영과학과 교수
- 2011.09 ~ 2012.09 : 한국과학기술원 경영과학과장 겸 기술경영전문대학원
- 2013.04 ~ 2014.07 : 미래창조과학부 장관
- 2014.07 : 카이스트 인문사회융합과학대학 기술경영학과 교수
- 카이스트 경영대학 기술경영학부 명예교수

## 업적
그는 IT기술의 시초라 할 수 있는 TDX를 개발했으며, 세계에서 9번째로 이동통신 시스템의 국산화를 이루어 냈다.